# Näääk
Näääk (pseudonym för Matar Henrikki Samba), född 29 mars 1983 i Stockholm, är en svensk rappare. Han har en finsk mor och en gambisk far. Han bodde under de första åren i sitt liv i Rinkeby i Stockholm, men  flyttade som tonåring till Gullmarsplan.
Den 21 oktober 2009 släpptes hans debutalbum. Han spelade på musikfestivalen Siesta! år 2010 och på Bråvalla festival 2013.
Näääk rappar på låten "Stockholm om natten" som är med på Sarah Dawn Finers skiva Sanningen kommer om natten. Låten är skriven av Mauro Scocco.
På Kingsizegalan 2013 fick han pris för Bästa Soloartist samt pris för Bästa Album (Mannen utan mask).

## Artistnamnet
Näääk har sina rötter i Finland och Gambia. Det var när han nyss hemkommen från Finland skulle förklara det finska ordet neekeri (neger) för en vän, som försökte stava ordet och skrev N-Ä-Ä-Ä-K-E-R-R-I, som han bestämde sig för att kalla sig Näääk.

## Diskografi
- 2009 - Näääk Vem? [4]
- 2012 - Mannen Utan Mask

## Film och TV
- 2018 – Helt perfekt (TV-serie)
- 2005 - Stockholm Boogie (Film)